# Pelonker Hof 5

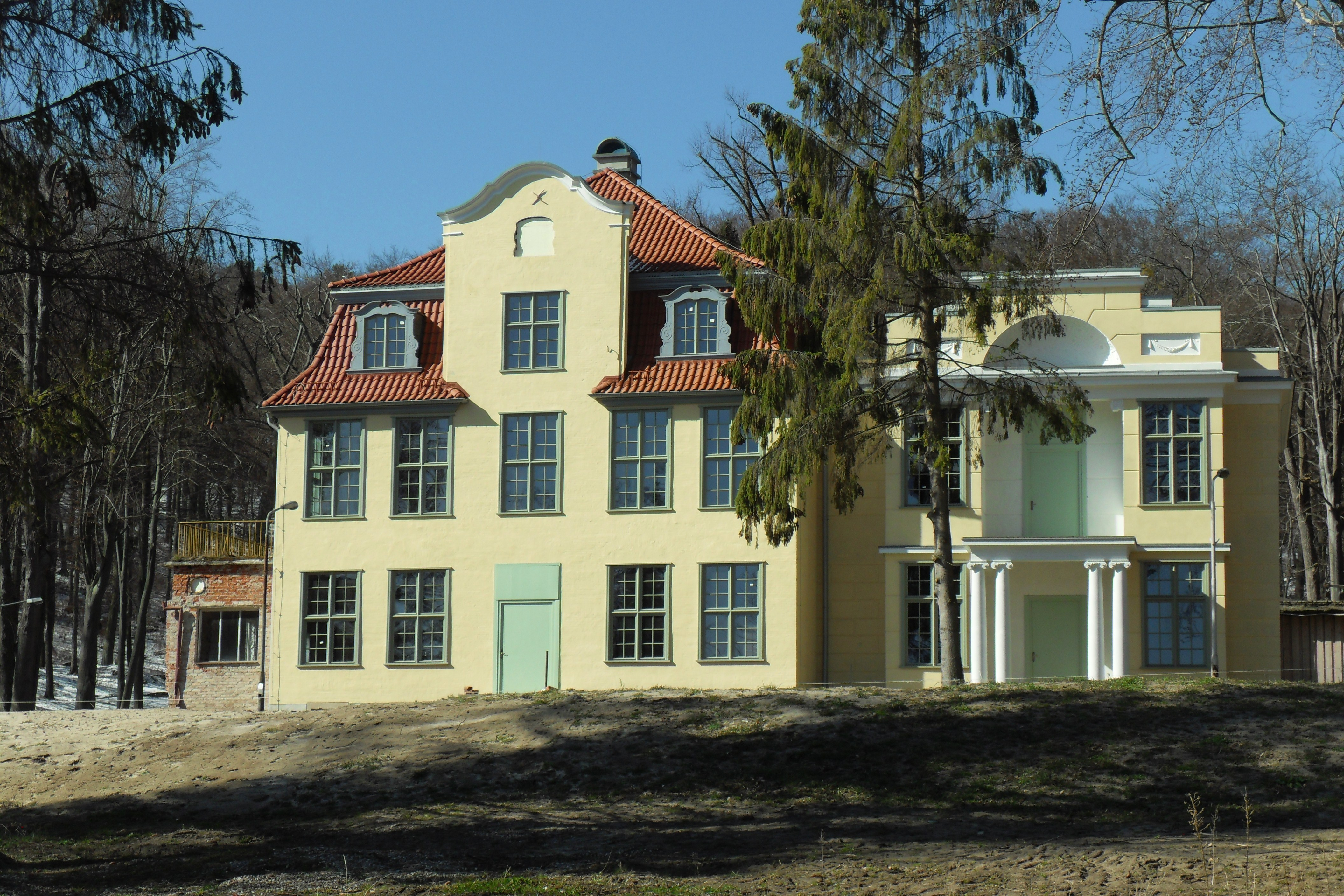
Historische Villen

Der Fünfte Pelonker Hof (polnisch V Dwór) ist ein Gelände in Danzig-Oliva im Stadtteil VII Dwór.

## Anlage
Auf dem Areal in der ulica Polanki 117 (vorher Pelonker Straße 117) befinden sich verschiedene Gebäude
- südliche Villa, erbaut in der zweiten Hälfte des 17. Jahrhunderts
- nördliche Villa, erbaut um 1800
- weitere Villa, erbaut 1907/08
- ehemaliges Waldsanatorium, erbaut 1930/31 nach Plänen von Fritz Höger

Dazu gibt es einen Park, einen (ehemaligen) Teich und weitere Grünflächen.

## Geschichte

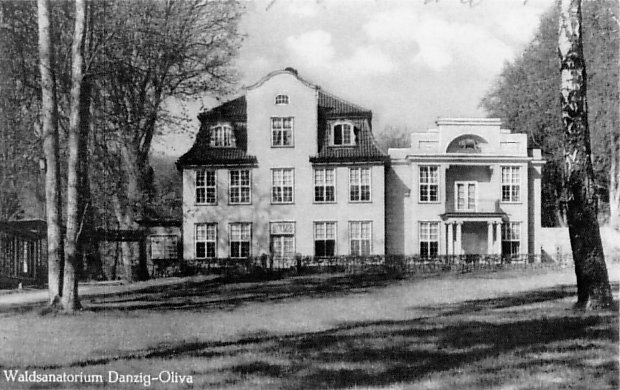
5. Pelonker Hof, um 1900

Das Gebiet gehörte dem Zisterzienserkloster Oliva und wurde im 17. Jahrhundert an vermögende Danziger Bürger verlehnt, später verkauft, wie die anderen sechs Pelonker Höfe auch.
Nach 1900 wurden auf dem Gelände weitere Villen erbaut. 1930/31 entstand dazu ein neuer Gebäudekomplex, der als Waldsanatorium genutzt wurde.
Nach 1945 ging das gesamte Gelände an ein Militärhospital. Nach 1990 wurde der Sanatoriunskomplex weiter für medizinische Einrichtungen genutzt. Die historischen Villen aus dem 17. und 19. Jahrhundert verfielen und brannten 2008 teilweise aus. Danach wurden sie wieder instand gesetzt und befinden sich seitdem in privatem Besitz.

## Besitzer
Alter 5. Pelonker Hof
- Johann Morgenroth, 1646 erwähnt
- Nikolaus Cambier, 1654 gekauft
- Nathaniel Rücholds
- Familie de la Motte
- Peter von Wast
- Nathaniel Schultz, 1714 bis 1740
- Familie Soermann
- Johann von Frantzius, 1819
- Sachsenhaus

Villa von 1907/08
- Arthur Greiser, seit 1938, Präsident des Senats der Freien Stadt Danzig
- Lech Wałęsa, nach 1990, ehemaliger Präsident Polens

Sanatorium
- Kurhaus der Angestelltenversicherung, seit 1931
- Waldsanatorium
- Militärhospital 7 Szpital Marynarki Wojennej, nach 1945
- verschiedene medizinische Einrichtungen, nach 1990